# Pour son gosse
Pour plus de détails, voir Fiche technique et Distribution.
Pour son gosse (The Soul Herder) est un film américain muet (court métrage) réalisé par John Ford, sorti en 1917.
C'est le quatrième film réalisé par Ford, et le premier de sa longue collaboration avec Harry Carey. Celui-ci, vedette d'une série de films ayant pour héros le personnage de Cheyenne Harry, n'était pas satisfait de son metteur en scène précédent ; le frère ainé de John, Francis Ford, vedette de Hollywood à l'époque, a alors suggéré de « donner sa chance » à son jeune frère, qui n'avait jusqu'alors réalisé que trois films. Ford considérait Pour son gosse comme sa première « vraie » réalisation.
Le film est considéré comme perdu.

## Synopsis
Un mauvais garçon, Cheyenne Harry, sauve et recueille une petite fille dont le père a été tué et, sur les conseils de l'enfant, il endosse le costume de pasteur du défunt.

## Fiche technique
- Titre : Pour son gosse
- Titre original : The Soul Herder (premier titre : The Sky Pilot)
- Réalisation : John Ford (crédité Jack Ford[2])
- Scénario : George Hively
- Photographie : Ben F. Reynolds
- Société de production : New York Motion Picture Company
- Société de distribution : Universal Film Manufacturing Company
- Pays d'origine :  États-Unis
- Langue : anglais
- Format : Noir et blanc - 35 mm - 1,37:1 - Film muet
- Genre : western
- Durée : 30 minutes (3 bobines)
- Date de sortie :
  - États-Unis : 2 août 1917 ou 6 août 1917

## Distribution
- Harry Carey : Cheyenne Harry
- Molly Malone
- Hoot Gibson
- Jean Hersholt : le prêtre
- Elizabeth James : l'enfant
- Fritzi Ridgeway
- Duke R. Lee
- Vester Pegg
- William Steele

## Commentaires
En 1917, un critique du Moving Picture World décrit une des scènes du film dans un article : « [Cheyenne Harry] entre dans le saloon à cheval et force tout le monde à aller à l'église. Après le service, il déclare que le Seigneur aime ceux qui donnent de bon cœur. Debout à la sortie, il tient le plateau pour la quête d'une main et le revolver de l'autre, les forçant tous à s’exécuter. Il utilise l'argent pour renvoyer les femmes de mauvaise vie dans leurs foyers respectifs. ».